# 華盛頓縣 (密西西比州)
華盛頓縣（英語：Washington County）是美國密西西比州西部的一個縣，西隔密西西比河與阿肯色州相望。面積1,972平方公里。根據美國2020年人口普查，共有人口44922人。縣治格林維 (Greenville)。
成立於1827年1月29日，縣名是紀念首任總統喬治·華盛頓。
1865年以前，该县是蓄奴县份，其经济主要依赖棉花种植业，因此该地黑人人口占比很高。县城格林维尔曾是重要棉花交易港口，也是密西西比河上重要的经济中心之一。南北战争后密西西比州废除奴隶制，美国南方的棉花的欧洲市场也被英属印度占领，因此棉花种植业一落千丈。直到现代，该县的经济依旧十分落后低迷，居民收入中位数和人均国民生产总值也在美国排名靠后。
由于该地临近密西西比河，并位于平坦的冲积平原上，因此华盛顿县经常遭遇洪水侵袭，同时该县位于龙卷风走廊边缘并临近墨西哥湾，有时也会被龙卷风和飓风袭击。